# Mark Stam
Marius Stamatin (Chisináu, 21 de agosto de 1997), conocido por su nombre artístico Mark Stam, es un cantante y compositor moldavo. Se hizo conocido por su participación en el programa Moldova are talent en 2013, donde colaboró con la discográfica Spoiala Brothers, y más tarde firmó un contrato con el sello rumano Global Records. En 2018, Stam obtuvo éxito comercial en Rumania con su sencillo «Impar», que alcanzó el puesto número uno en la lista Airplay 100.

## Biografía y carrera
Marius Stamatin nació el 21 de agosto de 1997 en Chisináu, Moldavia. Mostró un interés especial en la música desde una edad temprana y aprendió a tocar guitarra y piano viendo tutoriales en YouTube. En 2013, Stam participó en el programa de talentos Moldova are talent. De la mano de la discográfica Spoiala Brothers, el cantante alcanzó el éxito en su natal Moldavia con sus primeros trabajos, y más tarde se hizo conocido en Rumania con el estreno de «Doar noi» (2018) en colaboración con la intérprete rumana Alina Eremia. La canción obtuvo una recepción positiva en las estaciones de radio y televisión del país. Poco después, el artista firmó un contrato con el sello rumano Global Records. En 2018, Stam fue nominado en la categoría de mejor artista masculino en los Premios Elle Style România, y apareció en la portada de la revista Elle Man en la edición de noviembre. También posó para la revista Cosmopolitan en el mismo mes. El 25 de noviembre de 2018, su sencillo «Impar» encabezó la lista rumana Airplay 100.

## Vida personal y estilo musical
Stam tiene residencias tanto en Moldavia como en Rumania. Su música ha sido descrita como pop, con influencias de rhythm and blues (R&B), soul y folk. Durante una entrevista, Stam nombró a Ed Sheeran y Bruno Mars como sus mayores influencias.

## Discografía

### Sencillos
| Título                        | Año  | Álbum              |
| ----------------------------- | ---- | ------------------ |
| «A murit iubirea»             | 2017 | Sencillo sin álbum |
| «Days Are Coming»             | 2017 | Sencillo sin álbum |
| «Doar noi»                    | 2017 | Sencillo sin álbum |
| «Doar noi» (con Alina Eremia) | 2018 | Sencillo sin álbum |
| «Impar»                       | 2018 | Sencillo sin álbum |
| «Vina mea»                    | 2018 | Sencillo sin álbum |
| «Nesimțit»                    | 2019 | Sencillo sin álbum |
| «Ultima oară»                 | 2019 | Sencillo sin álbum |
| «Ca să fii fericit» (con AMI) | 2019 | Sencillo sin álbum |
| «Waiting»                     | 2019 | Sencillo sin álbum |
| «Dependența mea»              | 2019 | Sencillo sin álbum |
| «Privirea ta»                 | 2020 | Sencillo sin álbum |

## Premios y nominaciones
| Año  | Premio                    | Categoría               | Trabajo nominado | Resultado | Ref.   |
| ---- | ------------------------- | ----------------------- | ---------------- | --------- | ------ |
| 2018 | Elle Style Awards România | Mejor artista masculino | Mark Stam        | Nominado  | [ 4 ]  |
| 2019 | The Artist Awards         | Artista revelación      | Mark Stam        | Ganador   | [ 21 ] |